# Driver 2
Driver 2 est un jeu vidéo développé par Reflections sorti le 22 juin 2000 sur PlayStation sous le nom Driver 2: The Wheelman is Back (en Europe, Driver 2: Back on the Streets). Il est la suite du premier opus homonyme, Driver. Développé par Reflections et édité par Infogrames, il est le premier jeu grand public en 3D à combiner des phases à pied et en voiture. Deux ans plus tard, une version modifiée sort sur Game Boy Advance.

## Système de jeu
Le joueur incarne un « flic » nommé Tanner, dont la mission est de combattre un groupe criminel, avec Tobias Jones,. Tanner mène des opérations contre Solomon Caine, un chef de gang à Chicago, et Alvaro Vasquez, chef de la pègre de Rio de Janeiro, dont le protégé est Pink Lenny. Les gangs de Caine et de Vasquez s'affrontent. Après avoir terminé l'histoire du jeu, Tanner peut se déplacer dans quatre villes détaillées : Chicago et Las Vegas aux États-Unis, La Havane à Cuba et Rio de Janeiro au Brésil.
Driver 2 est un monde tridimensionnel dans lequel le joueur peut sortir et changer de véhicule (ex : voitures, bus, camionnettes, limousines, voitures de police, camionnettes, camions et camions de pompiers). Le jeu contient quatre villes comprenant 38 missions (30 dans la version GBA), 10 pour Chicago et Las Vegas aux États-Unis, 8 pour La Havane à Cuba et 9 pour Rio de Janeiro au Brésil (dans la version GBA, La Havane et Las Vegas ont été omises) ;  toutes sont disponibles en version jour et en version nuit. Il y a cinq voitures à choisir dans chaque ville. À Chicago, dans le stade de baseball, une Buick noire et jaune secrète est cachée, à La Havane dans un labyrinthe souterrain, une Mini, à Las Vegas dans un garage, un Custom Pick-up, à Rio de Janeiro sur les docks, un camion. Tanner peut s'asseoir sur une chaise à une table ou sans chaise. À Las Vegas, il y a un garage près de la maison avec une clôture blanche et une route d'accès, le joueur peut sonner à la porte, ouvrir et fermer la porte du garage et y garer la voiture.
Il y a des passants dans le jeu : le joueur ne peut pas les écraser, les personnages parviendront toujours à fuir ou à traverser la voiture du joueur. Outre le joueur, les rues de la ville sont parcourues par d'autres conducteurs qui respectent le code de la route et sont dotés d'une intelligence artificielle. Le jeu comporte des routes droites et des routes sinueuses, contrairement au premier volet où les routes étaient droites et se croisaient. Le joueur est poursuivi par la police lorsqu'il dépasse la limite de vitesse, prend la mauvaise direction, détruit l'environnement ou les voitures, ou tente d'écraser des personnes. Lorsque les voitures de police s'approchent suffisamment, elles percutent la voiture du joueur. Des barrages de police sont mis en place, y compris des voitures de police et des officiers de police pointant une arme sur Tanner. Certaines voitures de police et les voitures de police utilisées dans les barrages routiers ne sont pas disponibles pour le joueur, lorsque le joueur transfère à une voiture de police garée, la police le recherche. Lorsque le joueur est poursuivi par la police, il ne peut pas sortir de la voiture. À certaines intersections ou sur d'autres routes, des feux de circulation fonctionnent. Lorsque le personnage du joueur est sorti du véhicule et qu'il ne fait rien, Tanner regarde la montre qu'il porte à la main gauche.

## Environnement
Pour la première fois dans Driver, la trame sort un peu des États-Unis. Les villes de Chicago et de La Havane sont disponibles dès le début du jeu. Chaque ville reprend les lieux célèbres et autres points remarquables.
- Chicago : Chinatown, aéroport de Meigs Field, parc public de Grant Park, Greek Town, jetée Navy, quartier de Gold Coast , quartier industriel de Goose Island, Ukrainian Village, Wicker Park, Lincoln Park, stade de Wrigley Field.

- La Havane : La Habana Vieja, université de La Havane, nécropole de Christophe Colomb, El Capitolio, Malecón, Plaza de la Revolución, Vedado, forteresse de San Carlos de la Cabaña, fort El Morro.

- Las Vegas : Strip, Freemont, Tropicana, Paradise Road, Flamingo, Royal, Sands, aéroport International McCarran.

- Rio de Janeiro : Copacabana, Leblon, Ipanema, Lagoa Rodrigo de Freitas, Botafogo , Flamengo, Cosme Velho, Urca, Santa Teresa, Centro, Praça da Bandeira.

## Bande-son
La bande originale du jeu intègre Just Dropped In (To See What Condition My Condition Was In) de Mickey Newbury par Kenny Rogers, présent au générique de fin.

## Accueil
- Jeux vidéo Magazine : 5/20 (GBA)[12]
- Jeuxvideo.com : 14/20 (PS1)[13] - 7/20 (GBA)[14]

## Postérité
La suite paraît sur PlayStation 2 et Xbox, quatre ans plus tard, en juin 2003 DRIV3R (Driver 3). En mars 2006 sort le quatrième épisode de la série nommé Driver: Parallel Lines (Driver: Parallel Lines) dont la conception fut confiée à Gareth Edmondson (contrairement aux 3 précédents épisodes dirigés par Martin Edmondson).
Finalement, ce jeu aura été édité par GT Interactive puis Infogrames devenu Atari par la suite.